# Школа красоты
«Школа красоты» (англ. Beauty School) — американский художественный фильм 1993 года, эротическая комедия режиссёра Эрнеста Зауэра по сценарию Майка Мак Дональда и Меррилла Фридмэна.
Русский перевод и озвучка выполнены Алексеем Михалёвым.

## Сюжет
Сильвия — босс школы манекенщиц, перепрофилированной в клуб, где каждую ночь танцуют полуобнаженные барышни. Сильвия получает предложение от миллионера Отиса организовать конкурс для своих подчиненных с тем, чтобы одна из них, выиграв турнир, получила рекламный контракт на демонстрацию нового нижнего белья.

## В ролях
- Сильвия Кристель — Сильвия
- Кевин Бернхардт — Кольт
- Вероника Харт — графиня (как Джейн Хэмилтон)
- Лиза Мэдисон — Кристина
- Кимберли Тэйлор — Кимберли
- Дж. Дж. Норт — Рене (как Джай Норт)
- Иллэйна Бисти — Чи Чи
- Грэйс Ренн — Бэтти
- Питер Кристофер — мистер Брюс
- Майкл Энтони — любовник графини и Чи Чи
- Моника Ха — Памела Пикс
- Стэсей Верфель — Аманда Альпс (как Джазаэ)
- Дэвид Куглин — господин Отис
- Джой Винсент — Вольфи
- Жюль Грасиолетт — Игорь
- Памела Крамер — Плистер
- Джон Бернард Ричардсон — Куинси
- Томас Джеймс — швейцар
- Брюс Эдвардс — сотрудник клуба

## Съёмочная группа
- Авторы сценария: Майк Мак Дональд и Меррилл Фридмэн
- Режиссёр: Эрнест Зауэр
- Оператор: Ларри Ревен
- Художник: Винсент Ланзолла
- Помощник продюсера: Пауль Боргэз
- Кастинг: Пауль Боргэз
- Русский перевод и озвучка: Алексей Михалёв

## Технические данные
- США, 1992—1993 года, киностудия — Imperial Entertainment
- Видео — цветной, 95 мин.
- Аудио — моно
- Оригинальный язык — английский
- Ограничения по возрасту: в США — рейтинг R и в России — старше 16 лет.

## Интересные факты
- У фильма есть и другое англоязычное название — «Sylvia Kristel’s Beauty School» (под этим названием фильм выходил в США).